# Natuurpark Munții Maramureșului

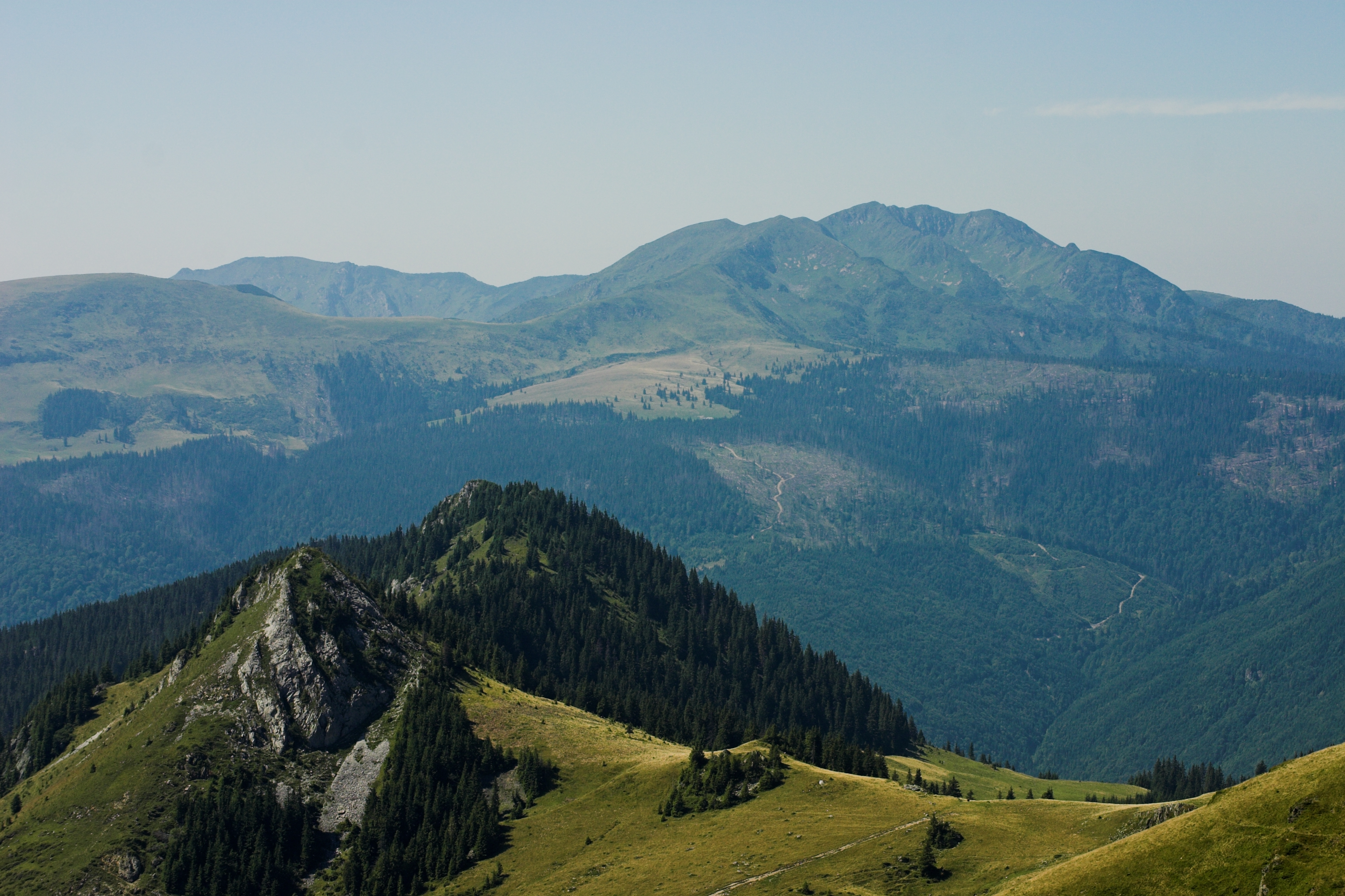

Natuurpark Munții Maramureșului (Roemeens: Parcul natural Munții Maramureșului) is een natuurpark in Roemenië. Het park is 148850 hectare groot en werd opgericht in 2005. Het natuurpark omvat de bergen van de regio Maramureș. In het park komt wolf, ree, bruine beer, edelhert voor.